# Подусты
Подусты (лат. Chondrostoma) — род лучепёрых рыб из семейства карповых. Род насчитывает 25 видов. Подусты обитают в проточных водоёмах Европы и Азии на песчано-каменистых грунтах. Питаются детритом, перифитоном, бентосными беспозвоночными. Длина — от 13,5 до 50 см.

## Таксономия
Название рода лат. Chondrostoma от др.-греч. χόνδρος, означающего хрящ, и др.-греч. στόμα, означающего рот, уста.

## Систематика
В 2007 году было установлено, что предполагаемая монофилетическая группа состояла из шести, по крайней мере, частично независимых линий в подсемействе Leuciscinae, что означает, что скребущий ротовой аппарат эволюционировал независимо в нескольких группах рыб. Было предложено разделить род на шесть родов Achondrostoma, Chondrostoma, Iberochondrostoma, Pseudochondrostoma, Protochondrostoma и Parachondrostoma. Возможно, Achondrostoma и Iberochondrostoma могут быть объединены.

## Описание и биология
Длина тела до 50 см, масса до 1,6 кг. Рот нижний. 23 вида, обитают в реках Европы (кроме Скандинавского и Апеннинского полуостровов) и Западной Азии. Наиболее известен обыкновенный подуст (С. nasus) — стайная рыба, обитающая у дна в быстротекущих реках бассейнов Северного, Балтийского, Эгейского и Чёрного морей. Численность многих видов резко уменьшается; 9 видов внесены в Красную книгу МСОП, как находящиеся под угрозой.

## Виды
В настоящее время признаются следующие виды рода:
- Chondrostoma angorense Elvira, 1987
- Chondrostoma beysehirense Bogutskaya, 1997
- Chondrostoma ceyhanense Küçük, Turan, Güçlü, Mutlu & Çiftci, 2017
- Chondrostoma colchicum Derjugin, 1899 — Колхидский подуст
- Chondrostoma cyri Kessler, 1877 — Куринский подуст
- Chondrostoma esmaeilii Eagderi, Jouladeh-Roudbar, Birecikligil, Çiçek & Coad 2017
- Chondrostoma holmwoodii (Boulenger 1896)
- Chondrostoma kinzelbachi Krupp, 1985
- Chondrostoma knerii Heckel, 1843
- Chondrostoma kubanicum Berg, 1914
- Chondrostoma meandrense Elvira, 1987
- Chondrostoma nasus (Linnaeus, 1758) — Обыкновенный подуст
- Chondrostoma ohridanum Karaman, 1924
- Chondrostoma orientale Bianco & Bănărescu, 1982
- Chondrostoma oxyrhynchum Kessler, 1877 — Терский подуст
- Chondrostoma phoxinus Heckel, 1843
- Chondrostoma prespense Karaman, 1924
- Chondrostoma regium (Heckel, 1843)
- †Chondrostoma scodrense Elvira, 1987
- Chondrostoma smyrnae Küçük, Çiftçi, Güçlü & Turan, 2021
- Chondrostoma soetta Bonaparte, 1840
- Chondrostoma toros Küçük, Turan, Güçlü, Mutlu & Çiftci, 2017
- Chondrostoma turnai Güçlü, Küçük, Turan, Çiftçi & Mutlu, 2018
- Chondrostoma vardarense Karaman, 1928
- Chondrostoma variabile Yakovlev, 1870 — Волжский подуст